# 1101 Clematis
1101 Clematis eller 1928 SJ är en asteroid i huvudbältet, som upptäcktes 22 september 1928 av den tyske astronomen Karl Wilhelm Reinmuth i Heidelberg. Den har fått sitt namn efter det vetenskapliga namnet på växtsläktet Klematis.
Asteroiden har en diameter på ungefär 33 kilometer och den tillhör asteroidgruppen Alauda.